# Chiesa di San Giovannino (Alessandria)
La chiesa di San Giovannino è situata nella via principale di Alessandria. È sede della Veneranda Confraternita del Santissimo Crocifisso.

## Storia
La chiesa di San Giovannino era nel quartiere di Gamondio, contrada del Correggio, nella zona vicino alla porta, nelle mura della città, che si diceva “di Genova” e fu costruita a seguito di un lascito testamentario di Stefanino Pupino che, con atto del 20 dicembre 1484, chiamò erede la Veneranda Confraternita del Santissimo Crocifisso in questi termini: Vult quod omnia eius bona perveniant in priorem et verberatores seu disciplinantes ecclesiae sancte Joannis decollati (…) hac tamen leqe et conditione, quod dicti pricr et verberatores teneantur et obligati fieri facere unum oratorium juxta et prope dictam ecclesiam deversus magnificum dominum Antonium Trottum. Va detto che la chiesa di san Giovanni decollato alla quale il testamento si riferisce era, con ogni probabilità, la chiesa dei cavalieri dell'Sovrano Militare Ordine di Malta che sorgeva quasi davanti alla chiesa di san Giacomo della Vittoria, più spostata verso piazza Marconi.
Si faccia inoltre attenzione alla terminologia usata: i confratelli dovevano costruire non un'ecclesia, ma un oratorium quindi un edificio più piccolo, juxta et prope dictam ecclesiam, cioè “simile e vicino” a quella, non in sua sostituzione o ampliamento.
Tra questa e quella che fu costruita: l'attuale, in corso Roma - proprio davanti alle case che allora e fino alla metà del XIX secolo appartenevano alla famiglia Trotti - vi sono poche centinaia di metri cioè, come è affermato nel testamento: juxta et prope, “simile e vicino” a quella.
Perciò, il titolo originario della chiesa e della Confraternita era: san Giovanni decollato.
Essa, però, non deve essere confusa con la chiesa e Confraternita di san Giovanni decollato di Bergoglio (sempre citata nei documenti con il predicato: de Bergolii o de Burgo); né con la chiesa di san Giovanni del Cappuccio, poi detta: san Giovanni “il grande”.
Per evitare tutta questa confusione, già nel 1524, in un testamento rogato dal notaio Giovanni Stefano Stortiglione, ed ancora nel 1529, in una carta fra gli atti del notaio Lorenzo Berneria contenente l'elenco delle Confraternite di Alessandria, veniva chiamata (poiché era la più piccola delle chiese alessandrine dedicate a questo santo che peraltro è anche sovente raffigurato con le fattezze di un bambino): sancte Joannes parvus o parvulus, comunemente: san Giovannino.
Il titolo della Confraternita, però, con l'aggregazione all'Arciconfraternita romana del santissimo Crocifisso mutò gradualmente: nel 1632, nel “Libro grosso delle Confraternite” è citata con il nome di “santissimo Crocifisso in san Giovanni decollato”; ancora nel 1782, negli atti della visita pastorale, viene chiamata: v.dae Confraternitatis s. Joannis decollati aggregata Arciconfraternitati ss. Crucifixi erecta in ecclesia s. Marcelli almae urbis ed anche, negli stessi atti, Confraternitatis s. Joannis decollati aliter ss. Crucifixi appellata.
Nella “Raccolta di iscrizioni alessandrine” pubblicata nel 1935 dal marchese Francesco Guasco di Bisio, essendo coautori il prof. canonico Francesco Gasparolo ed il dott. Carlo Parnisetti, si afferma che nel manoscritto del marchese Carlo Guasco di Castelletto (1724-1796) il quale già nel corso del XVIII secolo aveva compiuto una prima raccolta di iscrizioni alessandrine, san Giovannino è definita “Chiesa della Confraternita dei Nobili di Alessandria sotto il titolo del ss. Crocifisso”.
Nel 1706, a seguito di un incendio provocato dallo scoppio di un magazzino avvenuto il 14 ottobre, la chiesa subì gravissimi danni. I confratelli allora decisero di costruire una nuova chiesa sul sedime di quella precedente. Ottenuto il permesso dal vescovo Francesco Arborio Gattinara, nel 1709 iniziarono la demolizione ed il 29 agosto - festa della Decollazione (martirio) di san Giovanni il battista - dello stesso anno fu posta la prima pietra sull'angolo verso la casa del conte Trotti. Nel 1731 fu terminata.
In un locale minore della chiesa è custodito un quadro raffigurante la decollazione di san Giovanni il Battista eseguito nel 1718 dal pittore Giuseppe Daneo, confratello. Nello stesso locale, a fronte del precedente, è pure custodito un altro grande quadro raffigurante san Bovo, fatto eseguire nel 1717 da alcuni "massari" (allevatori e commercianti di bestiame) per onorare il loro santo protettore che si festeggiava con una novena nel mese di maggio.
Dal “Libro dei conti” si apprende pure che nella prima metà del settecento hanno lavorato a san Giovannino i pittori Andrietti e gli intagliatori Rabaglietti e Chiara.

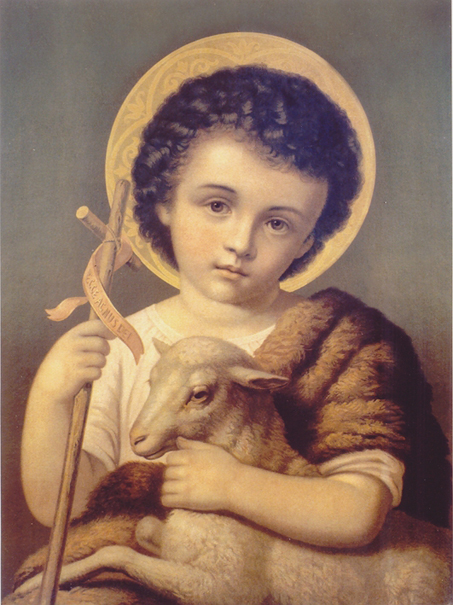
San Giovannino

Nel 1756 vennero aperti due sepolcreti, ora non più visibili a seguito del rifacimento del pavimento negli scorsi anni cinquanta. Uno era in cornu Evangelii, per i confratelli; l'altro in cornu Epistulae, per le consorelle.
Nel 1767 subì un nuovo intervento. Su progetto dell'architetto Giuseppe Domenico Trolli, furono costruiti il coro, la sagrestia, il campanile e la volta sopra il presbiterio. Fu cioè costruita l'abside e di conseguenza fu alzata. L'intervento che la rese conforme ai canoni del barocco, fu completato con la decorazione dell'interno ed il 13 marzo 1769 fu benedetta dal vescovo Giuseppe Tommaso de Rossi.
Nel 1890 furono nuovamente realizzati alcuni interventi.
Dal 1643 al 1651 ospitò la parrocchia di Sant'Andrea dalla quale dipendeva, quando i padri trinitari scalzi che l'officiavano, autorizzati già dal 16 aprile 1625 da papa Urbano VIII, ricostruirono la chiesa parrocchiale esistente già nel XIII secolo.
Nel 1806, essendo stata san Giovannino occupata per decisione del governo francese “per causa dell'imperial servizio”, fu la Confraternita ad essere ospitata in sant'Andrea.
Successivamente, nel riordinamento delle parrocchie cittadine provocato dallo stesso governo francese, la parrocchia di sant'Andrea fu unita a quella dei santi Alessandro e Carlo - in quel momento temporaneamente Cattedrale a seguito della demolizione dell'antico Duomo - e la chiesa fu chiusa. Allora, con decreto del vicario generale, Nicolao Benevolo, dell'11 febbraio 1807, la Confraternita fu trasferita nella chiesa della collegiata e parrocchia di Santa Maria delle Neve e della Corte, s. Lorenzo. Rimase in questa chiesa fino al 1816: il 12 novembre, infatti, il gruppo del ss. Crocifisso fu riportato processionalmente a S. Giovannino che, nel contempo, fu riconciliata dopo l'uso profano.
Dal 1825, per decreto del vescovo Alessandro d'Angennes del 12 febbraio, ospitò la Parrocchia di san Giovanni evangelista per l'assistenza spirituale degli abitanti fuori dalla porta di Savona: un'ampia zona che si estendeva dal Tanaro ai quartieri Cristo e Pista e si concludeva al termine dell'odierno corso 100 Cannoni con l'area dell'ex mulino Fossati, a ridosso della porta di Marengo che prima dipendeva dalla Parrocchia di sant'Andrea e, poi, da quella della collegiata di santa Maria della Neve e della Corte, san Lorenzo. Questa stava diventando gradualmente un'area, in particolare la zona Cristo/Pista, di grande insediamento e di espansione della città.
La Parrocchia nel 1905, a seguito dell'ultimazione della chiesa parrocchiale, si trasferì definitivamente al Cristo e le fu assegnato, però, non tutto il territorio che originariamente aveva, ma unicamente quello a ponente della ferrovia. San Giovannino, tuttavia, continuò ad ospitare una nuova Parrocchia che prese il nome dalla Confraternita, la Parrocchia del santissimo Crocifisso, appositamente costituita per gli abitanti a levante della ferrovia (cioè del quartiere Pista) ed in città fino al ponte della ferrovia sul Tanaro, ed al cappellano della Confraternita (nominato dal vescovo sulla base di una terna di nomi definita dal Sodalizio) vennero affidate le funzioni di parroco. Ciò continuò fino al 1935 quando, ultimata la chiesa della Madonna del Suffragio, anche questa Parrocchia si trasferì definitivamente nella sua sede naturale e san Giovannino tornò di piena pertinenza della Confraternita.

## Architettura e spiritualità architettonica

### Orientamento dell'edificio
L'edificio è rivolto ad oriente: l'abside, cioè, è rivolto ad est, verso il punto in cui sorge il sole. Cristo è infatti il “Sole di giustizia”, è “il sole che sorge dall'alto per rischiarare quelli che stanno nelle tenebre e nell'ombra della morte e dirigere i nostri passi sulla via della pace”, come prega la Chiesa ogni mattina alle Lodi con il Benedictus (il cantico di Zaccaria); è “la luce degli uomini, la luce che splende nelle tenebre (...) la luce vera, quella che illumina ogni uomo”. “Dio è luce e in lui non ci sono tenebre. Se diciamo che siamo in comunione con lui e camminiamo nelle tenebre, mentiamo e non mettiamo in pratica la verità. Ma se camminiamo nella luce, come egli è nella luce, siamo in comunione gli unì con gli altri, e il sangue di Gesù, suo Figlio ci purifica da ogni peccato”. “E tuttavia è un comandamento nuovo quello di cui vi scrivo, il che è vero in lui e in voi, perché le tenebre stanno diradandosi e la vera luce già risplende. Chi dice di essere nella luce e odia suo fratello, è ancora nelle tenebre. Chi ama suo fratello, dimora nella luce è non v'è in lui occasione di inciampo. Ma chi odia suo fratello è nelle tenebre, cammina nelle tenebre e non sa dove va, perché le tenebre hanno accecato i suoi occhi”. Ma il passaggio più ricco di bellezza è la descrizione, nell'Apocalisse, della luce dell'Agnello nella città di Dio, la Nuova Gerusalemme. Così il veggente descrive la città celeste: “Non vidi alcun tempio in essa perché il Signore Dio, l'Onnipotente, e l'Agnello sono il suo tempio. La città non ha bisogno della luce del sole, né della luce della luna perché la gloria di Dio la illumina e la sua lampada è l'Agnello. Le nazioni cammineranno alla sua luce e i re della terra a lei porteranno la loro magnificenza. Le sue porte non si chiuderanno mai durante il giorno poiché non vi sarà più notte (...)”.
Non ci volle molto tempo perché i cristiani cogliessero questo simbolismo e la liturgia lo accogliesse. Infatti, la luce di Cristo che dà vita e salvezza venne quasi subito identificata con il significato del battesimo: “quelli che furono...illuminati, gustarono il dono celeste, diventarono partecipi dello Spirito santo e gustarono la buona parola di Dio e le meraviglie del mondo futuro (...)”. Per questo nella Chiesa primitiva il battesimo era chiamato photisma, illuminazione, e coloro che dovevano essere battezzati erano photizomenoi, illuminandi. Alla sera, a conclusione della giornata, ci rivolgiamo ancora una volta a Dio in preghiera. Il calare del giorno ci ricorda le tenebre della Passione e della Morte del Signore e la natura transitoria di tutto il creato. Ma il dono della luce richiama di nuovo alla nostra mente Cristo, luce del mondo. L'ufficio dei Vespri termina, come quello del mattino alle Lodi, con le intercessioni per le necessità di tutti gli uomini e nella benedizione finale “rendiamo grazie a Dio” per i benefici ricevuti durante il giorno, soprattutto per Cristo risorto. Chiediamo perdono per i peccati commessi durante il giorno ed invochiamo protezione per la notte che sopraggiunge, poiché siamo esortati: “Non tramonti il sole sulla vostra ira, e non date occasioni al diavolo (...) scompaia da voi ogni asprezza, sdegno, ira, clamore e maldicenza con ogni sorta di malignità. Siate invece benevoli gli uni verso gli altri, misericordiosi, perdonandovi a vicenda, come Dio ha perdonato voi in Cristo”, e la motivazione è chiara: “perché siamo gli uni membra degli altri”.
Per le prime comunità cristiane quello dell'orientamento, anche fisico dell'assemblea, era un aspetto determinante della liturgia. L'unica cosa sulla quale si insisteva era quella che il celebrante doveva recitare la preghiera eucaristica, al pari di tutte le altre, rivolto ad oriente. Nei casi in cui l'altare non consentiva questa posizione il celebrante doveva fare il giro e portarsi verso oriente. Allo stesso modo, nella prima parte della celebrazione, quando pregava stando alla sede, Io faceva rivolto allo schienale, esattamente nel modo prescritto ai rabbini ed agli anziani allorché avevano lo schienale del loro seggio nella direzione di Gerusalemme. Non era il solo celebrante a volgersi verso oriente: era anche l'intera assemblea che lo faceva con lui. Era cioè la posizione normale per la preghiera eucaristica. All'inizio, infatti, di questa il diacono lo ricordava al popolo con l'invito: “Volgetevi verso oriente!”. Il Signore, secondo la profezia del Salmista, sale al cielo dalla parte di oriente: (…) psallite Deo, qui ascendit super caelum caeli, ad orientem e dall'oriente lo stesso Cristo aveva detto doversi aspettare il suo ritorno: sicul fulgur exit ab orientem (…) ita erit adventus Filii hominis. Anche sant'Agostino afferma: cum ad orationem stamus, ad orientem convertimur. Le Costituzioni apostoliche si richiamano a questo primordiale significato quando prescrivono che “dopo l'omelia, stando ritti in piedi, rivolti ad oriente (...) tutti quanti con voce concorde, preghino Dio salito al cielo superno dalla parte di Oriente”. Inoltre, ad oriente - si credeva - era situato il paradiso terrestre, e “noi - afferma san Basilio magno - quando preghiamo, guardiamo verso oriente, ma pochi sappiamo che così cerchiamo l'antica patria”. Un antico orazionale attesta a Roma: terminato il Kyrie, nota la rubrica, dirigens se pontifex contra populum, dicens “Pax vobis” et regirans se ad orientem, usquedum finiatur. Post hoc, dirigens se iterum ad populum, dicens “Pax vobis “et reqirans se ad orientem, dicit “Oremus”. Et sequitur oratio”. Ancora tempo dopo, nel secolo IX, un Sacramentario gregoriano prescrive che nel Giovedì santo il vescovo pronunci la solenne preghiera consacratoria del sacro Crisma respiciens orientem. Una prima indicazione si trova già nel secolo III, nella Didascalia si legge: Segregetur presbiteris locus in parte domus ad orientem versa (...) nam Orientem versus eportet vos orare. In questa posizione e contesto, si comprende meglio la preghiera della Didachè: Maranatha! Veni, Domine Jesu! che - con le parole di san Paolo e dell'Apocalisse esprime l'attesa della parusìa, quindi con grande precisione e chiarezza, l'indole escatologica dell'eucaristia. In questa ottica assumono ben altro significato le parole che la liturgia fa pronunciare nelle due feste più importanti dell'anno. Nella preghiera della Messa celebrata nel mezzo della notte per onorare la nascita di Cristo il celebrante si rivolge a Dio che ha voluto hanc sacratissimam noctem veri luminis (...) illustratione clarescere (...) illuminare questa santissima notte con lo splendore di Cristo, vera luce del mondo (...). E la Messa dell'Aurora nello stesso giorno inizia significativamente con la parola lux, si legge infatti nell'introito: Lux fulgebit hodie super nos: “Oggi su di noi splenderà la luce perché è nato per noi il Signore”; e prosegue con una preghiera che è un inno a Cristo luce del mondo: Da nobis, quaesumus, omnipotens Deus: ut qui nova incarnati Verbi tui luce perfundimur; hoc in nostro resplendeat opere, quod per fidem fulget in mente: “Signore, Dio onnipotente, che ci avvolgi della nuova luce del tuo Verbo fatto uomo, fa' che risplenda nelle nostre opere il mistero della fede che rifulge nel nostro spirito”. La Veglia pasquale nella notte santa inizia con il “lucernario” e la benedizione del fuoco che si faceva scaturire da una selce fuori dalla chiesa. Il fare scaturire il fuoco da una pietra richiamava l'idea di Cristo pietra scartata dai costruttori che, invece, nella notte pasquale risorgendo dà luce al mondo, cioè redenzione e salvezza. Si legge, infatti, negli Atti degli Apostoli che: “Pietro, pieno di Spirito santo, disse loro: “(...) Questo Gesù è la pietra che, scartata da voi costruttori, è divenuta testata d'angolo. In nessun altro c'è salvezza (...)”..” Ciò emergeva chiaramente dall'antica preghiera di benedizione del fuoco che richiamava anche letteralmente la preghiera natalizia: Deus, qui per Filium tuum, angularem scilicet lapidem, claritatis, tuae ignem fidelibus contuliti: productum e silice, nostris profuturum usibus, novum hunc ìgnem sanctifica: et concede nobis, ita per haec festa paschalia caelestibus desideria inflammari ut ad perpetuam tuae claritatis, puris mentibus, valeamus festa pertingere.
Il concetto è comunque espresso molto bene anche dall'odierna preghiera che il sacerdote pronuncia mentre accende il cero pasquale con il fuoco nuovo: “La luce del Cristo che risorge glorioso disperda le tenebre del cuore e dello spirito”. Ecco perché dopo aver acceso il cero con tale fuoco, al suo ingresso in chiesa, il diacono acclama per tre volte - all'ingresso, a metà dell'edificio e davanti all'altare: Lumen Christi! ed i fedeli rispondono non con l'Amen, ma più giustamente con il ringraziamento: Deo gratias! Peraltro, il concetto di luce è intrinseco all'idea stessa di Dio. La scrittura nasce come rappresentazione grafica di concetti, si può osservare che la grafia del “theta” che è la prima lettera del vocabolo greco “theos”, Dio, in minuscolo ed in maiuscolo, deriva dal più remoto simbolo del cerchio recante un puntino al centro che esprimeva il sole, la luminosità, la divinità suprema che ha come carattere essenziale l'unicità; inoltre la radice indoeuropea div dalla quale derivano i termini latini Deus, Dio, e dies giorno cioè tempo di luce, designa proprio la divinità come essere luminoso. Questo concetto viene ancora espresso in innumerevoli modi: i raggi che circondano l'ostia consacrata nell'ostensorio o la raffigurazione del Santissimo Sacramento come ostia raggiante o la stessa aureola che originariamente era tipica solo del Cristo o la raggiera attorno al Crocifisso che viene impressa sulle ostie da consacrare o l'onore che si rende al Santissimo Sacramento con le candele accese sull'altare specialmente nelle solenni esposizioni eucaristiche e la stessa lampada che arde davanti al Santissimo. E ben altro significato ha la preghiera fatta dal celebrante a braccia aperte e con gli occhi levati al cielo, come adorazione in spirito e verità, gesto filiale di confidenza in Dio suo e dell'assemblea. Ed anche le invocazioni della preghiera liturgica con i salmi 24 (25) e 122 (123): Ad te, Domine, levavi animam meam (…) Ad te levavi oculos meos, ma soprattutto la grande conclusione dossologica della preghiera eucaristica: “Per Cristo, con Cristo e in Cristo, a te, Dio Padre onnipotente, nell'unità dello Spirito santo ogni onore e gloria per tutti i secoli dei secoli”. Così l'amen dell'assemblea ha una valenza che va assai oltre il “semplice”: così sia. Quindi, quello dell'orientamento delle chiese non è un aspetto che deve essere rilevato come mero elemento architettonico, ma era la realizzazione concreta di quanto si affermava nelle preghiera: Dio è luce, è perciò naturale quando si prega rivolgersi verso il punto geografico in cui la luce sorge. Così l'uomo nella sua unità - mente, voce e corpo - rendeva lode del Signore, in spirito e verità.
L'importanza dell'orientamento nella liturgia è presente ancora, per esempio, nel Duomo di Milano dove si conserva una piccola particolarità: il celebrante, durante il canto del lucernario dei Vespri specie se solenni e presieduti dal cardinale arcivescovo, è rivolto ad oriente.
Si tramanda così l'antica tradizione comune a molte Chiese sia di occidente sia di oriente tanto più significativa perché attinente al rito con cui si acclama Cristo luce del mondo proprio mentre sul mondo scendono le tenebre. In conclusione, fu per l'estremo riguardo a questo aspetto che le stesse Costituzioni apostoliche prescrivono: Aedes (ecclesia) sit oblunga, ad oriuentem versus, navi similis. E ciò è stato realizzato costruendo san Giovannino.

### Il sagrato e la facciata
Il sagrato antistante la chiesa non ha solo la funzione utilitaristica di rendere facile e comodo l'accesso all'edificio, ma è un “passaggio” estremamente delicato, un limite che può richiamare la divisione dello spazio sacro da quello profano.
La prima iniziativa che la Confraternita realizzò non appena riprese la propria attività nel 1990, fu il recupero di questo spazio, fino ad allora occupato per parcheggio con le autovetture che giungevano al limitare della soglia della chiesa.
L'aspetto originario della facciata è descritto in una relazione dell'Ufficio d'arte del Comune del 6 giugno 1876, redatta in occasione di un sopralluogo effettuato a seguito della richiesta presentata dalla Confraternita per ricostruire lo zoccolo ed alcune profilature. Si legge nella relazione che “varie parti del prospetto della chiesa del santissimo Crocifisso sono intonacate, alcune poi bianchite, altre a finto mattone e il resto è, come si dice, alla cappuccina” e che vi è “qualche cornice fatta con mattoni tagliati a martello”. L'Ufficio conclude affermando di essere dell'avviso che “il prospetto dell'edificio andrebbe intonacato e tinteggiato, conservando o meglio ancora migliorando le attuali fasce, cornici, modanature, ecc.”. Cosa che fu fatta e completata nel 1890 quando la facciata fu “riordinata”. Si legge, infatti, nella deliberazione della Giunta municipale del 5 luglio dello stesso anno con la quale l'intervento venne autorizzato che “il disegno presentato non reca alcuna innovazione alle principali linee della facciata, e solo accenna a rendere più regolari tutte le modanature, con l'aggiunta di alcuni ornati e di statue”.
Giova riportare il commento che su questo complessivo intervento fece il canonico Berta: “Sono terminati i restauri della chiesa di san Giovannino interni, e gli esterni con una sbianchitura generale della facciata, coprendo per mal consiglio la fascia del fregio in marmo colla leggenda della sua data ed aggregazione all'Arciconfraternita del ss. Crocifisso in Roma. La facciata veniva contemporaneamente adorna di statue in cemento. Internamente veniva murata una lapide storica, inesatta però dove afferma che vi fu eretta nel 1825 la Parrocchia: questa fu eretta al Cristo, sua sede naturale e solo provvisoriamente a san Giovannino”.
La facciata ormai cadente - presentava larghe chiazze di umidità, statue mùtili, ecc. – è stata restaurata con l'autorizzazione della competente Soprintendenza per i beni ambientali ed architettonici del Piemonte e l'approvazione della Commissione diocesana di arte sacra. In collaborazione con l'istituto di storia materiale dell'Università degli studi di Genova, l'arch. Rosa Pagella ha effettuato le indagini stratigrafiche per l'individuazione dei colori originali, ed anche le statue sono state completate con il rifacimento delle parti erose e non più esistenti, sulla base di una fotografia d'epoca fornita alla Confraternita dal comm. Ugo Boccassi. I lavori sono stati ultimati la Vigilia del santo Natale 1991.
La facciata si presenta tripartita da lesene a doppia risega sormontate da capitelli dorici nella parte inferiore e composti in quella superiore. È coronata da un timpano triangolare che culmina in un pinnacolo reggente una croce. Nel timpano si apre una finestra circolare: un “occhio”, al centro che richiama subito l'iconografia tradizionale della santissima Trinità. Nel registro superiore vi sono le statue raffiguranti san Giovanni Evangelista e san Carlo Borromeo, ai lati della Carità; nel registro inferiore, vi sono la Fede e la Speranza. Nel registro superiore a sinistra è raffigurato san Giovanni l'evangelista che, come abbiamo visto, era il santo titolare della Parrocchia che nel 1890, quando la facciata su rifatta, era ospitata a san Giovannino. L'Evangelista è correttamente nell'atto di scrivere (con una penna ed un libro nelle mani) ed ha ai piedi un'aquila, quarta componente del Tetramorfo descritto nell'Apocalisse con il nome di “Quattro viventi”. Nel quadro dell'Apocalisse che richiama la visione del profeta Ezechiele nell'Antico Testamento, i Padri della Chiesa non tardarono ad accostare le quattro figure ai quattro Evangelisti ed alle tappe della salvezza.
A destra è raffigurato san Carlo Borromeo (contitolare della chiesa) con l'insegna pontificale del pastorale, simbolo della sua dignità di vescovo, di pastore. Esso è collocato proprio nel lato in cui dentro l'edificio v'è l'altare a lui dedicato. Il muro esterno di questo lato presenta una curiosa particolarità: su di esso si vedono conficcate tre palle di cannone (in realtà se ne vede solo una, le altre sono visibili completamente dalle finestre dell'edificio di fronte alla chiesa, in via Legnano). Esse ricordano le offese belliche subite da san Giovannino durante l'attacco del 1745 quando, il 6 ottobre, le truppe franco-spagnole - durante la guerra di successione austriaca detta della prammatica sanzione - dopo la battaglia di Bassignana, iniziarono l'assedio della città.
Al centro del registro superiore ed ai lati del registro inferiore sono raffigurate le tre virtù teologali. Nell'inferiore, a sinistra: la Fede che regge il calice con l'ostia sovrapposta, simboli dell'eucaristia, del "mistero della fede". A destra: la Speranza che ha ai piedi un'ancora, secondo l'affermazione dell'Apostolo nella lettera agli Ebrei: «in essa abbiamo un'ancora della nostra vita, sicura e salda». Infine, la Carità che è raffigurata con le braccia allargate nell'atto di accogliere tutti e di donarsi a tutti e regge la Croce, simbolo dell'atto di suprema carità di Cristo che ha donato la propria vita per la salvezza di tutti. La Carità ha una posizione preminente - è infatti nel registro superiore ed al centro - perché è l'espressione del comandamento nuovo. Lo stesso Apostolo scrive nella prima lettera ai Corinzi: «Queste dunque le tre cose che rimangono: la fede, la speranza e la carità; ma di tutte la più grande è la carità!» e, ancora più chiaramente, nella lettera ai Colossesi: «Al di sopra di tutto poi vi sia la carità; che è il vincolo di perfezione».
Nel registro inferiore, al centro, sopra il portone di ingresso alla chiesa, architravato, v'è l'altorilievo tardocinquecentesco del Crocifisso. Con testamento del 2 gennaio 1573, rogato dal notaio Annibale Spandonari, Vincenzo Caniggia legò alla Confraternita due scudi d'oro con la condizione che venissero spesi per realizzare una raffigurazione della Crocifissione che la stessa Confraternita aveva già deciso di far eseguire. Poi, un altro Caniggia, Mario Antonio, con testamento del 13 dicembre 1588, rogato dal notaio Antonio Francesco Varzi, legò alla Confraternita quattro scudi d'oro perché si facesse dipingere il santissimo Crocifisso sopra la porta della chiesa. Successivamente, invece del dipinto, i confratelli decisero di realizzare l'opera in scultura.
Nel mese di luglio 1996 è stato ritrovato nel "fondo dei notai" conservato presso l'Archivio di Stato cittadino, il contratto rogato il 19 marzo 1596 dal notaio Antonio Francesco Varzi, tra Gerolamo Inviziati, in rappresentanza della Confraternita, ed alcuni scultori luganesi per la fornitura dell'opera. Dal documento ritrovato si ha conferma certa che è stata realizzata su disegno di Raffaele Angelo Soleri (secundum exemplar factum per Raphaelem Angelum Solerium..., si legge nel contratto), probabilmente figlio del più noto artista alessandrino Giorgio che aveva concorso ad affrescare la chiesa dell'Escorial vicino a Madrid.
È in marmo, misura cm. 230 × 110 e raffigura il Crocifisso con alla sua destra, san Giovanni il battista (il santo titolare della chiesa) ed alla sua sinistra un Pontefice che indica lo stesso Crocifisso (verosimilmente il papa san Marcello, titolare della chiesa che a Roma custodisce il santissimo Crocifisso che ha dato il nome all'Arciconfraternita alla quale quella di san Giovannino è aggregata dal 1586 e dalla quale ha tratto il nome).
Ai piedi del Crocifisso, altre quattro figure genuflesse, confratelli e consorelle, in abito confraternale dell'epoca, si notano infatti il cappuccio ed un cingolo di corda al posto della cintura.
Pure ai piedi del Crocifisso, collocato tra le figure genuflesse di sinistra e la croce, è raffigurato uno stemma araldico, rappresentante un cigno, privo di ornamenti che pare essere quello del cardinale Ottavio Paravicini, vescovo di Alessandria nel periodo in cui l'altorilievo è stato realizzato.
La collocazione dell'opera non è casuale. Essa è sulla facciata proprio sotto la raffigurazione della Carità: il sacrificio di Cristo è espressione definitiva del Mistero pasquale, compendio e fonte delle virtù teologali. È di grande valore simbolico. La porta della chiesa non è unicamente l'ingresso dell'edificio: è una soglia di salvezza, “è questa la porta del Signore, per essa entrano i giusti”. Il Signore stesso - nel portico di Salomone, durante la festa della dedicazione del Tempio che si celebrava per commemorare la purificazione del santuario del 164 a. O., dopo la vittoria di Giuda Maccabeo sul re di Siria Antioco IV Epifàne - nella parabola del “buon pastore”, dice: “Chi non entra nel recinto delle pecore per la porta, ma vi sale da un'altra parte è un brigante. Chi invece entra per la porta, è il pastore delle pecore... lo sono la porta delle pecore” e subito dopo, ripete: “lo sono la porta: se uno entra attraverso di me, sarà salvo; entrerà e uscirà e troverà pascolo. Io sono il buon pastore. Il buon pastore offre la vita per le pecore...”.
Ricordiamoci che il nome “Gesù” - come era stato chiamato dall'Angelo nell'Annunciazione - in ebraico (Yeshua, forma ridotta di Ye'hoshua) vuoi dire “Dio salva” quindi “Salvatore”, “apportatore di salvezza” e che, significativamente subito dopo queste parole, Egli per la prima volta si proclama Figlio di Dio, rischiando la lapidazione e la cattura.
Il Signore ha usato altre volte la similitudine della “porta” in riferimento alla salvezza ed alla vita cristiana: “Entrate per la porta stretta, perché larga è la porta e spaziosa la via che conduce alla perdizione, e molti sono quelli che entrano per essa; quanto stretta invece è la porta e angusta la via che conduce alla vita, e quanto pochi sono quelli che la trovano!” ed ancora: “Sforzatevi di entrare per la porta stretta, perché molti vi dico, cercheranno di entrarvi, ma non ci riusciranno.”. Come non ricordare l'immagine della cruna dell'ago dell'evangelista Marco?
Non si dimentichi che al vocabolo latino ianua che significa, appunto, “porta”, corrisponde in sanscrito il termine yana, ”via”, formato sulla base di una radice y-a di derivazione indoeuropea che designa letteralmente il concetto di “passaggio”.
Peraltro, la simbologia della porta si palesa attraverso una sorta di codice universale. Presente in civiltà antiche, ma anche moderne, come evidenzia l'arte sacra di Oriente e di Occidente, la porta infatti - delimitando spazi sacri e profani, un po' in ogni tempo ed in ogni luogo ha assolto la sua funzione separando simbolicamente il mondo delle tenebre da quello della luce, impedendo o consentendo l'accesso al mistero, il superamento dei limiti dell'io, l'affacciarsi sull'assoluto. Indagare l'archetipo della porta è insomma un po' come sostare dinanzi al trascendente.
L'altorilievo presentava alcune gravi compromissioni provocate dall'inquinamento e dagli agenti atmosferici; era offuscato da depositi di polvere, il braccio sinistro de! Crocifisso stava scomparendo, v'erano alcune piccole crepe in aggiunta a cospicue tracce di pittura gialla che era stata stesa probabilmente a fine ottocento quando venne rifatta la facciata. Il tutto rendeva l'opera scarsamente “leggibile”.
Il 14 settembre 1996, festa dell'Esaltazione della santa Croce, a 400 anni dalla scultura originaria, è stato inaugurato il suo restauro con l'autorizzazione della Soprintendenza per i beni artistici e storici del Piemonte e l'approvazione della Commissione diocesana per l'arte sacra. Nella relazione finale alla Soprintendenza il restauratore afferma che “la tecnica di esecuzione sembra essere scultura diretta a scalpello e gradina, lisciata superficialmente con abrasivi fino ad ottenere la levigatura finale assai rifinita”. “Il materiale, marmo bianco con ampie venature grigio chiare sembra essere il marmo lunense, originario della zona di Carrara e cavato in epoche antiche; il grande riquadro marmoreo potrebbe essere anche un reperto romano riutilizzato in epoca successiva”. Si può quindi affermare che esso è in città forse l'unico esemplare rimasto di questa tipologia artistica del XVI secolo.

### L'interno
Dopo aver oltrepassato la “soglia” si entra nell'edificio e si incontra subito l'acquasantiera, a forma di conchiglia. La conchiglia ha un grande valore simbolico e denota anche un modello di comportamento: raffigura, infatti, una mano aperta che dona l'acqua. Da una parte, ci richiama subito il Battesimo: il primo Sacramento che riceviamo e ci fa essere figli di Dio in Cristo e membri della Chiesa; dall'altra, ci ricorda le opere di misericordia (dar da bere agli assetati...) è quindi un invito ad aprirsi agli altri, a soffrire con loro ed è segno di carità. Non va dimenticato che, secondo la tradizione riportata anche da Jacopo di Varagine, era utilizzata dal Battista per battezzare; ancora oggi viene usata (fatta di materiale prezioso) per amministrare il Battesimo. Quindi la conchiglia unita all'acqua cioè posta in immediato e diretto rapporto con il Battesimo è simbolo di rigenerazione, di salvezza soprattutto se si ricorda che anche l'acqua sgorgò dal fianco di Cristo crocifisso.
Affiancato all'acquasantiera, ecco subito l'emblema della nostra salvezza, il Crocifisso: non grande (cm 60 × 250) ma veramente artistico. Si tratta di un'opera di fine secolo XVII (il Cristo) e primo Settecento (la croce) che trovandosi in pessime condizioni (ridipinta più volte, con una bruciatura sul braccio sinistro ed altro) è stata restaurata con fondi messi a disposizione dalla Cassa di Risparmio di Alessandria. L'intervento conservativo, iniziato nel 1995 e concluso nel 1997, è stato effettuato con autorizzazione della Soprintendenza per i beni artistici e storici del Piemonte e della Commissione diocesana per l'arte sacra.

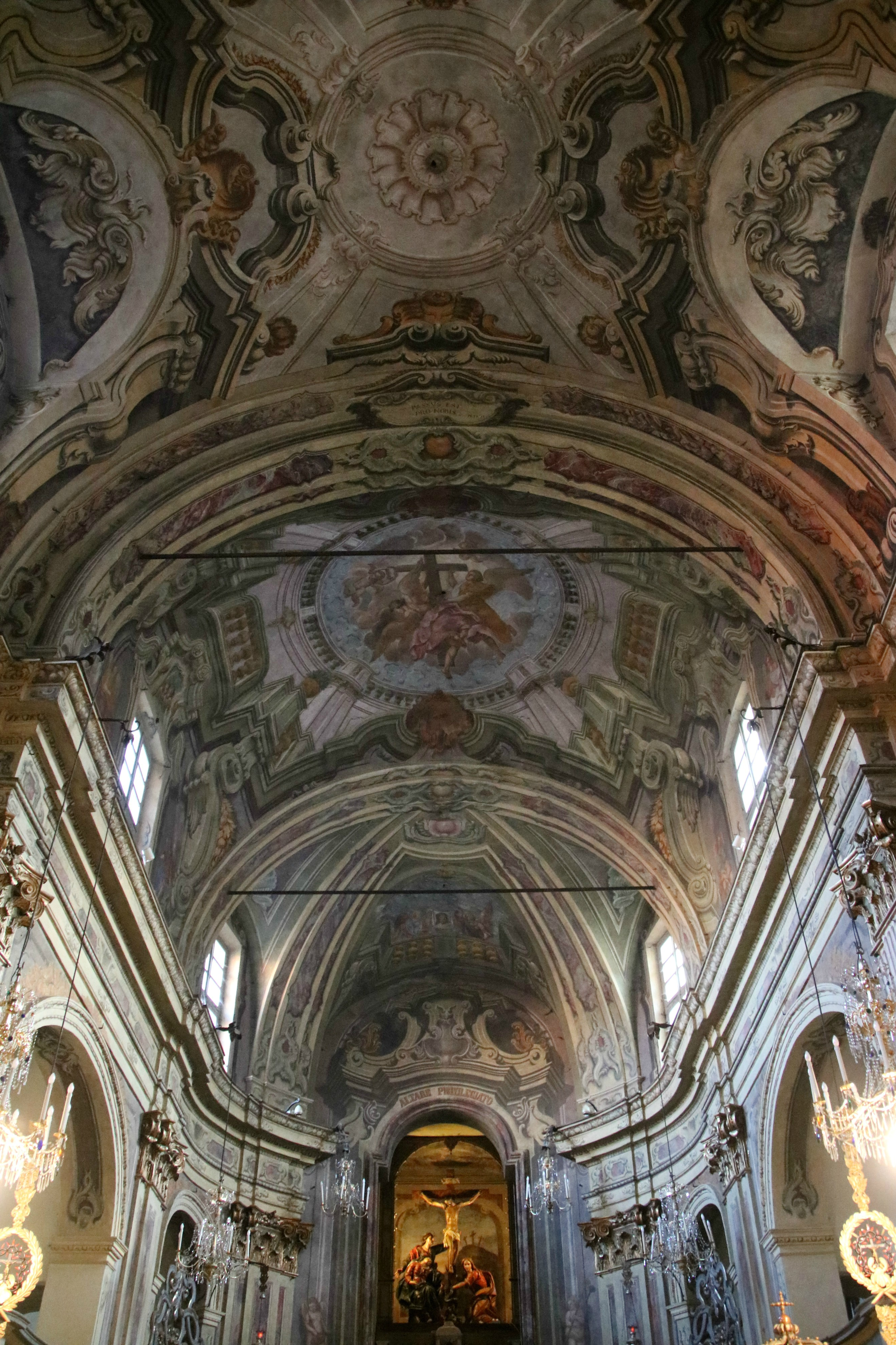
Gli affreschi, anonimi, che decorano la volta

L'edificio è ad aula con due cappelle laterali ed altari rispettivamente dedicati a san Carlo Borromeo, raffigurato in un grande quadro di buona fattura, ed alla Beata Vergine Addolorata, che negli atti della visita pastorale del 1730 vengono definiti de novo constructi. Ha copertura a botte ribassata con unghie poggiate su un cornicione sporgente sopra il quale si aprono otto finestre. La decorazione della volta, realizzata durante gli interventi del 1767/69, è un ottimo esempio del barocco dell'area alessandrina. Non se ne conosce l'autore, anche se viene attribuita - con notevolissime perplessità - a Gaudenzio Ferrari. La navata si conclude con l'abside, a pianta semicircolare e volta a catino, che è in posizione leggermente asimmetrica rispetto al “corpo” dell'edificio. Infatti, rappresenta la testa, il capo di Cristo, per questo è così, come Cristo che morendo “chinato il capo spirò”.
Al centro dell'abside si apre una grande nicchia (una vera e propria cappella) contenente, come si legge nella scritta sopra l'arco dell'apertura, un “altare privilegiato” a seguito delle Indulgenze concesse alla Confraternita dal papa Clemente XIV con breve del 6 febbraio 1770 per le celebrazioni proprie del Sodalizio officiate su tale altare al di sopra del quale è collocato un imponente gruppo ligneo raffigurante la scena della Crocifissione con il Crocifisso, la beata Vergine Maria svenuta per il dolore (l'Addolorata) e sorretta da san Giovanni l'evangelista, e santa Maria Maddalena, tutte ad altezza più che naturale.
La navata unica e non larga (che richiama il concetto della “via stretta”) conduce immediatamente a puntare diritto verso questo gruppo della Crocifissione. Lo sguardo è portato non a spaziare ma a fissare il Crocifisso e - percorrendo la navata - ad avvicinarsi ad esso il più possibile. È un gesto istintivo ed è il risultato di una precisa scelta architettonica che esprime appieno la spiritualità della Confraternita.
L'edificio, quindi, punta sulla “assialità” o meglio sulla “longitudinalità” con un cammino che non consente “decentramento” ma punta diritto per arrivare al polo finale ben percepibile dall'assemblea, il Crocifisso, che rappresenta la salvezza, espressione della problematica del luogo della celebrazione, ed all'altare che ne è il cuore. E quella dell'“assialità” è una caratteristica tipica della Liturgia: diverse azioni liturgiche prevedono quasi sempre una qualche forma di percorso processionale: la liturgia della domenica delle Palme e quella della Veglia pasquale, l'entrata del celebrante e dei ministri, nella celebrazione solenne della s. Messa, l'entrata e l'uscita degli sposi nel rito del Matrimonio o della bara nelle Esequie cristiane, ma anche tutte le occasioni nelle quali si svolge una processione all'esterno e così via: assialità è cammino.
La struttura dell'edificio quindi guida chi entra ad essere pellegrino in cammino verso il Signore, significando anche la qualità escatologica dell'assemblea cristiana che in esso è raccolta dallo spirito, “in cammino verso il Regno, verso Cristo”.
Tutti perciò sono orientati (intendendo questo termine sia per ciò che riguarda la posizione fisica: ad est, sia per ciò che riguarda l'indirizzo dello sguardo), non verso il centro dell'assemblea ma in un'unica direzione, quella che permette di fissare lo sguardo su Cristo che regna dalla Croce (regnavit a ligno), in direzione cioè di Colui che precede sempre e tutti.

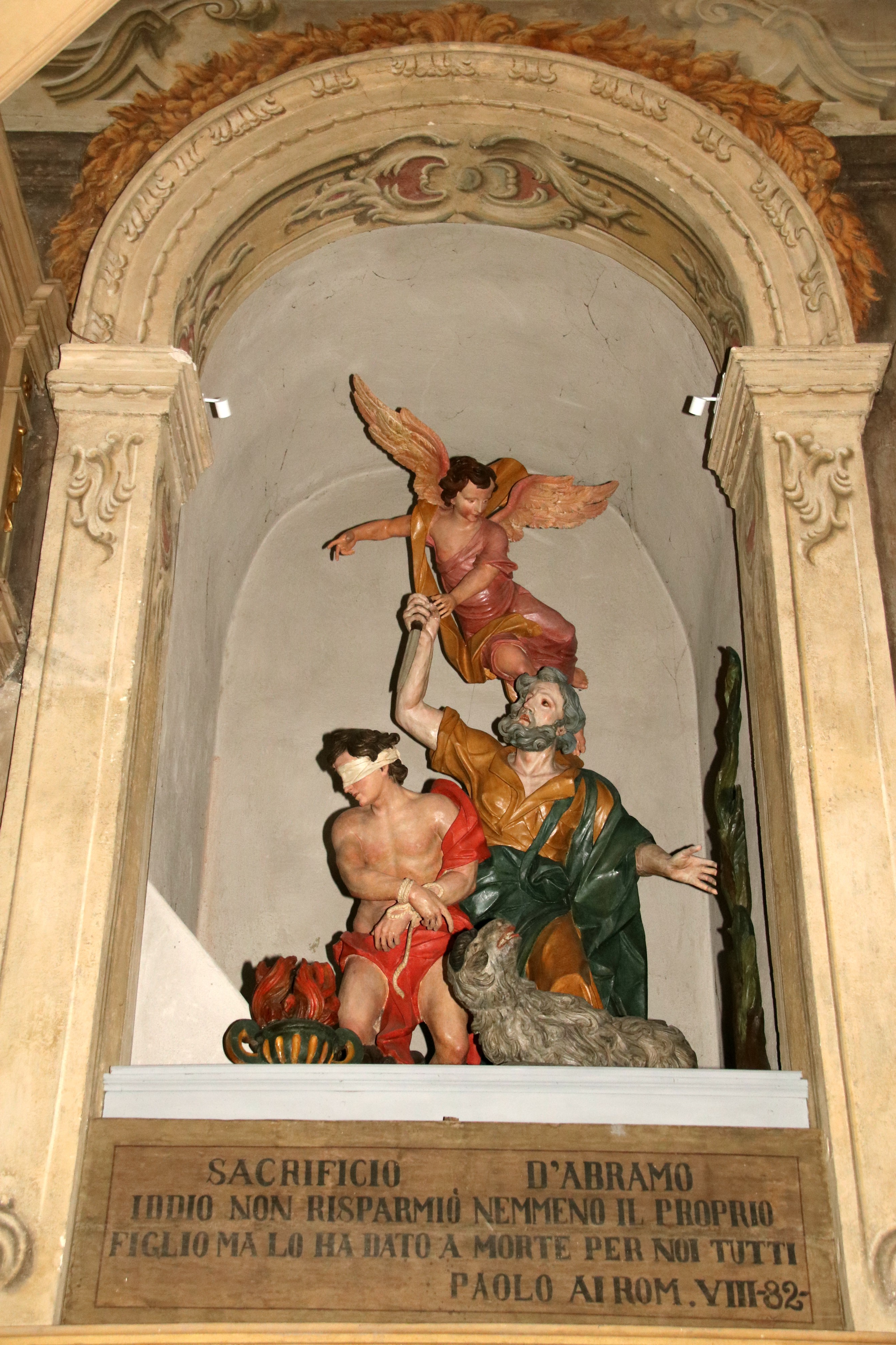
Sacrificio d'Abramo

Nella navata in grandi nicchie - aperte nei muri laterali e fino al limitare del presbiterio sono collocati altri quattro grandi gruppi lignei, per complessive quattordici statue di dimensioni naturali, settecenteschi, di pregevole fattura, raffiguranti altrettanti episodi dell'antico Testamento (l'uccisione di Abele, il sacrificio di Noè dopo il diluvio, Abramo ed Isacco e Mosè ed il serpente di bronzo) che si riconnettono direttamente al Mistero pasquale espresso dal gruppo della Crocifissione.
Tutti i gruppi, alla base delle nicchie che li contengono, recano un'epigrafe con il richiamo ai passi biblici che ad essi si riferiscono. Quella dell'episodio di Noè: “Questo è il segno del patto che io taccio tra me e voi - Giov 9, 12”, è errata nella citazione conclusiva. Queste parole non sono infatti nel vangelo secondo san Giovanni ma nel libro della Genesi, quindi: Gen 9, 12.
I gruppi si caratterizzano per uno stato di conservazione gravemente precario: sono ricoperte da uno spesso strato di polvere, vi sono numerose fenditure, probabilmente provocate anche dall'antico uso processionale; la policromia, oltre ad evidenti e numerosi strati di ridipinture, presenta numerosi stacchi del colore e della preparazione a gesso, ecc;.
Il gruppo raffigurante l'uccisione di Abele, contemporaneamente al Crocifisso dell'ingresso, è stato restaurato. Pure questo intervento conservativo è stato effettuato con autorizzazione della Soprintendenza per i beni artistici e storici del Piemonte e della Commissione diocesana per l'arte sacra.
La prima notizia di questi gruppi si ha in un “madrigare” composto dal “dottor fisico” Giacomo Ferrari, priore della Confraternita, in occasione del giovedì santo del 1759.
Lo stesso priore Ferrari compare quale intestatario dell'“autentica” - rilasciata il 7 aprile 1714 dall'arcivescovo Orazio de Mattei. canonico della Patriarcale basilica liberiana di santa Maria maggiore, in Roma - della Reliquia delta santa Croce conservata dalla Confraternita. Sul foglio vi sono le firme autografe del vescovo de Rossi, in occasione della visita pastorale del 1782, e del vescovo d'Angennes, in occasione della visita pastorale del 1829, che ne autorizzano l'esposizione anche nelle chiese della città e della Diocesi.
Per la verità, il citato “madrigare” del priore Ferrari si riferisce ai gruppi raffiguranti Caino ed Abele, Abramo ed Isacco e Mosè ed il serpente di bronzo. Dagli atti dell'Archivio della Curia vescovile si apprende con precisione l'anno in cui furono realizzati i gruppi raffiguranti Noè dopo il diluvio e quello della Crocifissione. Infatti, il 2 aprile 1765 i confratelli scrissero al vescovo de Rossi che avendo fatto costruire per compimento della processione solita farsi il giovedì santo a sera due altre macchine, una rappresentante il Crocifisso, con la beata Vergine Addolorata, san Gioanni evangelista e s.a Maria Maddalena, l'altra rappresentante Noè co' suoi figli fuori dall'arca a sacrificare il Signore in ringraziamento d'essere stati dal diluvio liberati, desidererebbero che queste prima d'esporle al pubblico venissero, come le altre benedette.. Si trova, quindi, conferma che tutti i gruppi sono in realtà “casse processionali”. Le statue furono benedette lo stesso giorno, martedì santo, dal cappellano della Confraternita, il canonico don Carlo Domenico Berio, a ciò delegato dal vescovo. A proposito del Berio v'è da dire che egli compare Magister caerimoniarum eletto nel Sinodo diocesano indetto dal vescovo Giuseppe Tommaso de' Rossi e celebrato il 10, 11 2 12 giugno 1771; e quale cappellano della chiesa della Commenda dell'Ordine di Malta nella visita priorale compiuta il 13 maggio 1787 dal Titolare della Commenda fra Carlo Ignazio Ordogno de Rosales e dal gran priore di Lombardia fra don Francesco Paternò per lo scambio delle consegne con il precedente commendatore fra don Antonio Barbiano di Belgioioso. Il Berio apparteneva ad una famiglia di confratelli di san Giovannino: suo padre, Carlagostino, compare spesso in atti notarili come priore o procuratore della Confraternita. Ciò probabilmente conferma il permanere di legami fra la Confraternita e l'Ordine che, come si è detto, duravano da secoli, fin dal sorgere del Sodalizio. La chiesa, per questi gruppi, nel 1908 fu dichiarata monumento nazionale con decreto del Ministero della pubblica istruzione.

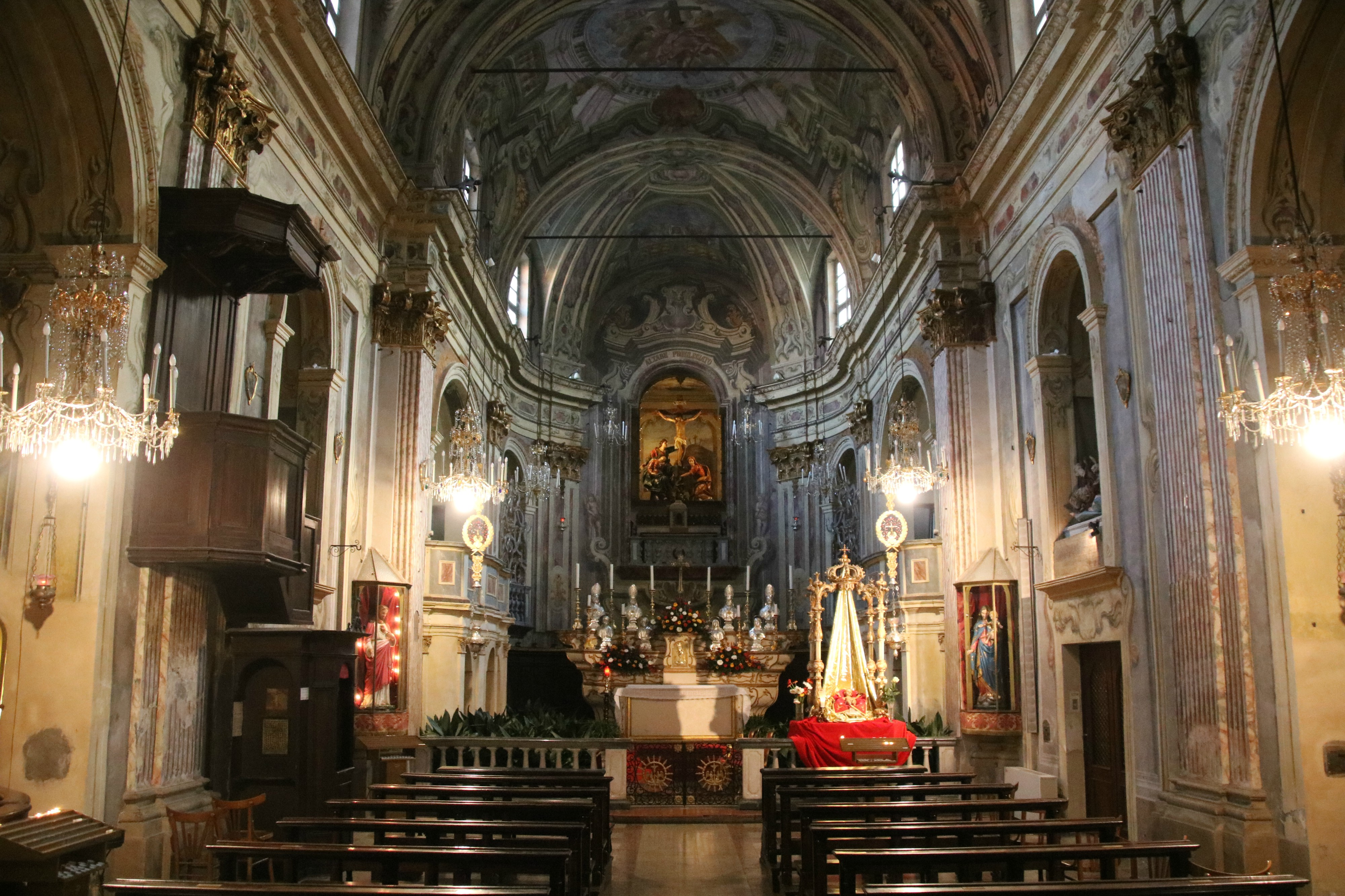
Vista sul presbiterio

Il presbiterio è illuminato da due finestre con ai lati le figure dei quattro Evangelisti affrescate, ed è congiunto alla navata con una balaustra in marmo divisa in due parti da un cancelletto in ferro; sulla volta un affresco raffigura la “Gloria della Croce”.

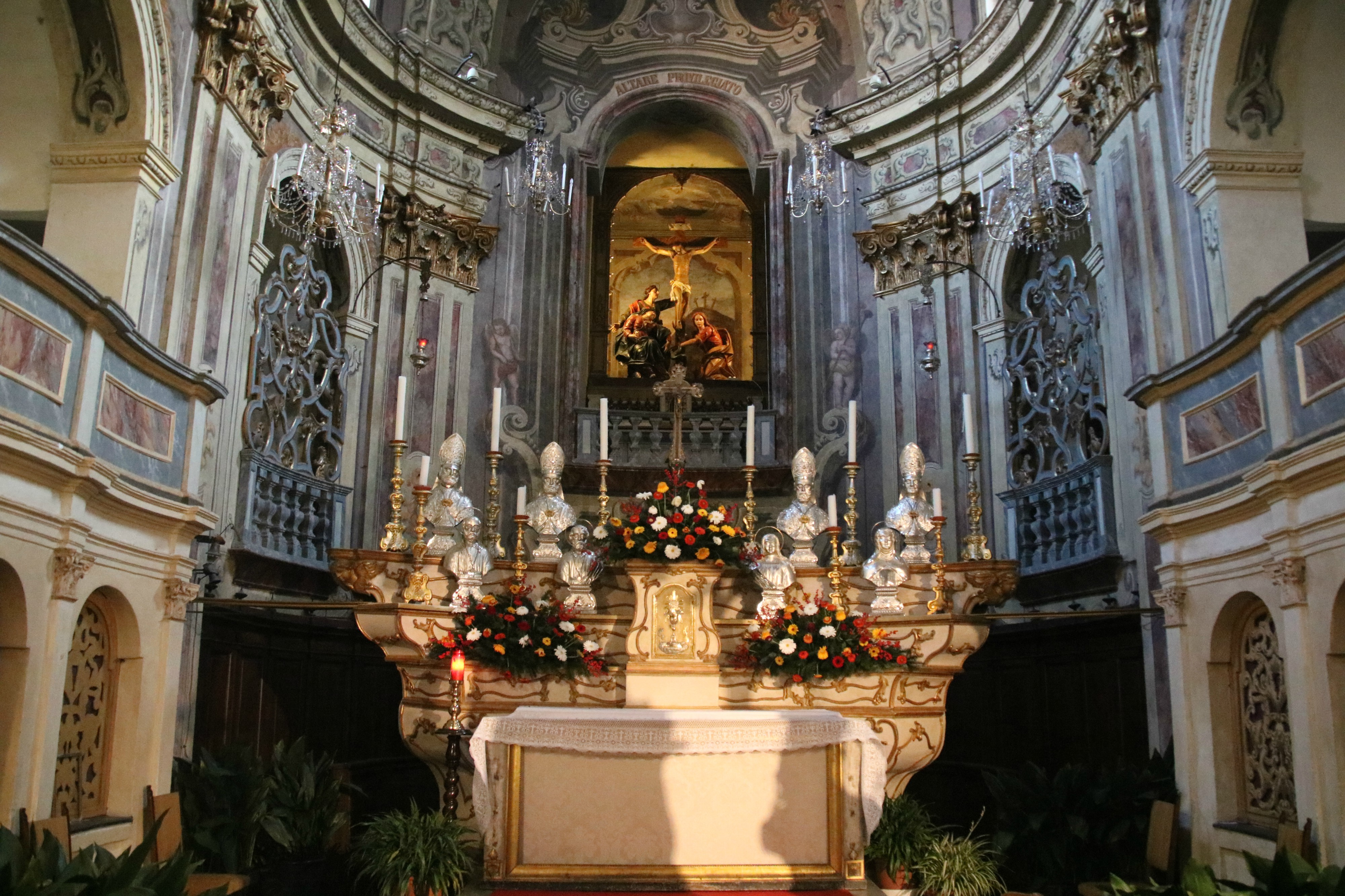
L'altare maggiore e il crocifisso che gli è sopra

Nella navata - in mezzo ai fedeli cioè proprio in grembo ecclesiae - al culmine dell'arco trionfale, sopra la balaustra, v'è un cartiglio recante la scritta: Passus est pro nobis.
Al Crocifisso ed all'altare, tutt'uno nella visione prospettica interna, vanno gli sguardi e le preghiere e l'altare acquista definitivamente il suo vero ed originale significato. Esso non è un arredo seppure sacro e venerabile (ciò equivarrebbe a ridurlo alla sua mera materialità, con un deprecabile processo di “cosificazione”) ma è il memoriale della Croce e della Resurrezione, è l'immagine dell'unico Mediatore: Cristo, il Signore93. Sull'altare l'assemblea celebra l'eucaristia, perpetua il sacrificio di Cristo, quel sacrificio di salvezza preannunciato da Abele il giusto, da Abramo nostro padre nella fede, da Noè dopo il diluvio, dal grande patriarca Mosè con il serpente di bronzo: sacrifici di alleanza, di comunione, di espiazione, di ringraziamento raffigurati dai gruppi lignei. Alle pareti della navata sono appese le stazioni della Via Crucis (sono di buona fattura, non se ne conosce l'autore ma si può notare che la “mano” non è uguale in tutte, ed una di esse reca nella parte posteriore la data: 1760) che qui acquistano un valore ancora più significativo.
La stessa navata quindi, se la consideriamo nel suo complesso, si presenta come un “libro aperto”: il Libro.
La balaustra, poi, collocata il tale contesto, pur ricordando la struttura del Tempio di Salomone in cui v'era una netta separazione fra l'aula (hecal) per i fedeli e la cella (dehir) riservata al Sommo sacerdote (se ne ha un ricordo nell'iconostasi delle chiese bizantine) in realtà ad una lettura più appropriata non divide la chiesa ma è la linea di congiunzione tra l'antico (rappresentato dai gruppi lignei, ante legem: Caino ed Abele, Abramo ed Isacco, Noè; e sub lege: Mosè, collocati “al di qua”) ed il nuovo Testamento (sub gratia, rappresentato dall'altare, dal gruppo della Crocifissione e dagli evangelisti affrescati a fianco delle finestre che illuminano il presbiterio, collocati “al di là”), tra il “già” ed il “non ancora”, tra le antiche promesse ed il loro compimento. Questa dialogìa tra antico e nuovo Testamento merita ancora qualche considerazione: “Non crediate che io sia venuto ad abolire la legge ed i profeti. Non sono venuto ad abolire ma a compiere”, dice il Maestro. Se l'antica legge proibisce con severità, la nuova suggerisce, in positivo, dei precetti di mitezza. Il Signore integra i dieci “comandamenti” con le dieci “beatitudini” predicandole nel Discorso della Montagna, tra cui “Beati i miti, perché possederanno la terra...Beati i misericordiosi, perché otterranno misericordia (...) Beati i pacifici, perché saranno chiamati figli di Dio”. Queste sono le promesse del Signore per chi gli è fedele. Non soltanto uccidere è peccato, ma anche adirarsi è peccato: “Avete udito che fu detto agli antichi: “Non uccidere”; e che se qualcuno avrà ucciso, sarà sottoposto al giudizio. Io però vi dico che chiunque si adira col suo fratello sarà sottoposto al giudizio.”. E ancora: “Avete udito che fu detto: “Ama il prossimo tuo e odia il tuo nemico”. Io però vi dico: amate i vostri nemici e pregate per quelli che vi perseguitano. Se voi, infatti, perdonate agli uomini le loro colpe, anche il Padre vostro celeste perdonerà a voi.”. Dunque Cristo parlando dalla montagna e promulgando la nuova legge, predica il perdono, l'amore, la carità, la calma e la compostezza di fronte a qualsiasi contrarietà.
Se ricordiamo l'antico Testamento, Mosè, invece, si lascia assalire da un violento sentimento d'ira, spezza le Tavole della Legge e fa sopprimere i propri seguaci che hanno peccato adorando l'idolo d'oro. Ridisceso dal monte, Mosè inscena questa cruenta vendetta contro i peccatori. Cristo, invece, sceso dalla montagna, risana il lebbroso, ovvero purga il peccatore dal peccato: che la lebbra, ovvero il male fisico, sia, in questo contesto, una figura del peccato, del male nella sua accezione morale, è unanime parere dei Padri della Chiesa. Ancora: Mosè riceve la legge da Dio; Cristo, come Figlio di Dio, la promulga egli stesso; Mosè ha la sua visione su una vetta alta e lontana, Cristo parla da un'altura più accessibile. La legge del vecchio Testamento è scritta su tavole di pietra, quella evangelica è comunicata attraverso la parola di chi è veramente Parola.
La legge evangelica - dice sant'Agostino - non è scritta su tavole di pietra, ma nei vostri cuori; “e per tal modo la prima non è stata che una legge esteriore, che Dio impone ad un popolo duro, che egli ha impaurito con le sue minacce, e che è rimasto carnale e ribelle; la seconda è stata una legge interiore, che è penetrata nel profondo degli uomini.”. Continua san Agostino: “Nella prima (legge) Dio appare in mezzo alle folgori, o alle tempeste e fa risplendere la terribile sua grandezza, nella seconda Dio sparge la pienezza della sua grazia sopra i fedeli, e non segnala che la sua misericordia e la sua bontà”. Tutto ciò che nel vecchio Testamento ha una pesante materialità ed è fondato sul timore, si contrappone all'immateriale interiorità del messaggio evangelico, al suo simbolismo spirituale ed alla sua legge dell'amore.
A san Giovannino, quindi, la navata, nel significato letterale del termine, diventa un mezzo per pellegrinare: una nave, una barca: " la Barca” che, nel mare della nostra esistenza, ci conduce verso il Crocifisso così come la Chiesa è via verso il Regno, verso la Salvezza, verso il Maestro che Egli stesso è “via, verità e vita”, quindi vero ed unico Nocchiero della Nave.